# 婦人の異常な執政に反対する第一声

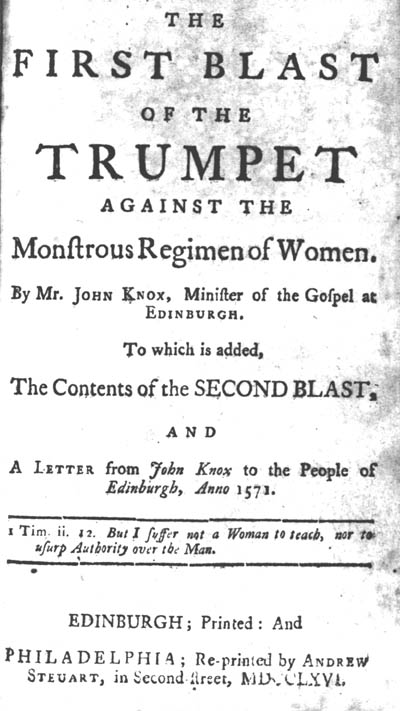
The First Blast of the Trumpet Against the Monstrous Regimen of Women

『婦人の異常な執政に反対する第一声』（ふじんのいじょうなしっせいにはんたいするだいいっせい、The First Blast of the Trumpet Against the Monstrous Regiment of Women）は、スコットランドの宗教改革者ジョン・ノックスの著書。1558年にジュネーヴから出版された。
婦人の執政を異常としており、ローマ・カトリックの君主、特にスコットランド女王メアリー・ステュアートとイングランド女王メアリー1世といった女性を主権者にすることに対する反対である。ノックスは神の創造の秩序から女性は支配する権威はないとした。
エリザベス1世はこの本のために、スコットランドへの支援をためらったが、結局1560年、フランスに対抗するためにスコットランドを援助した。